# Novaesium. Neusser Jahrbuch für Kunst, Kultur und Geschichte
Novaesium. Neusser Jahrbuch für Kunst, Kultur und Geschichte (früher Neusser Jahrbuch für Kunst, Kulturgeschichte und Heimatkunde) ist eine seit 1956 jährlich erscheinende Zeitschrift, die seit 2004 vom Clemens-Sels-Museum Neuss und dem Stadtarchiv Neuss im Auftrag der Stadt Neuss herausgegeben wird. Zuvor war es vom Verein der Freunde und Förderer des Clemens-Sels-Museum Neuss herausgegeben worden. Die Stadt Neuss beansprucht für ihr Jahrbuch den Status einer wissenschaftlichen Veröffentlichung.

## Profil
Die Zeitschrift bietet Beiträge, die „Vergangenheit und Gegenwart von Stadt und Raum Neuss wider[spiegeln]“. Beiträge erscheinen in den Rubriken „Zeitpunkt“, „Archäologie“, „Stadtgeschichte“, „Kunstgeschichte“, „Denkmalpflege und Architektur“, „Dokumentation“ und „Miszellen“.